# Stylidium barleei
Stylidium barleei este o specie de plante dicotiledonate din genul Stylidium, familia Stylidiaceae, ordinul Asterales, descrisă de Ferdinand von Mueller. Conform Catalogue of Life specia Stylidium barleei nu are subspecii cunoscute.